# Каминг-аут (фильм)
«Ка́минг-а́ут» (англ. Coming Out) — восточногерманский фильм 1989 года режиссёра Хайнера Карова по сценарию Вольфрама Витта. Единственный фильм ГДР о геях, а также последний фильм ГДР, так как Берлинская стена пала через несколько часов после начала премьеры фильма.
Фильм завоевал ряд наград, включая «Серебряного медведя» и «Тедди» на 40-м Берлинском международном кинофестивале, а также награды на Национальном фестивале художественных фильмов ГДР.
Главные роли в фильме сыграли Маттиас Фрайхоф, Дагмар Манцель и Дирк Куммер . Фильм был снят в Восточном Берлине и включает сцены, снятые с любителями в некоторых гей-клубах того времени. Восточногерманская трансгендерная активистка Шарлотта фон Мальсдорф сыграла эпизодическую роль барменши. 

## Сюжет
Молодой учитель средней школы Филипп Кларман в свой первый рабочий день сталкивается в школьном коридоре с коллегой-учителем Таней. Убедившись, что с Таней все в порядке, Филипп приглашает ее выпить. Между ними быстро завязывается роман, и они решают пожениться.
Выясняется, что Филипп испытывает противоречивые чувства по поводу своей сексуальной ориентации. К Тане в гости приезжает друг Филиппа Якоб, открытый гей, в своё время бывший в отношениях с самим Филиппом.
Позже Филипп посещает вечеринку в гей-баре. Большинство посетителей в костюмах, многие — в женской одежде. Филипп осторожен, но позволяет увести себя на место рядом с пожилым мужчиной. Чувствуя нерешительность новичка, бармен говорит: «Не нужно бояться. Все так начинали. Будьте смелее».
Филипп знакомится с молодым человеком Маттиасом, они проводят вместе вечер, занимаются сексом и начинают тайные отношения.
Отношения Филиппа с Таней ухудшаются, и он сталкивается с проблемами, связанными с его нетрадиционной ориентацией. Его мать дает понять, что знает, что её сын - гей, и что она этого не одобряет.
В конце концов Филипп вынужден признаться Тане в своей ориентации, когда она случайно встречает Матиаса во время антракта на концерте знаменитого дирижера Даниэля Баренбойма, где присутствуют все трое. Узнав, что у Филиппа есть невеста, Маттиас в отчаянии выбегает из концертного зала.
В течение следующих нескольких недель Филипп ищет Маттиаса, а также отправляется на поиски секса; он встречается с мужчиной и занимается с ним случайным сексом, что ему нравится, но его озадачивает, когда мужчина затем так же небрежно уходит. В конце концов Филипп находит Матиаса в баре с другим молодым человеком, который оказывается одним из учеников Филиппа. Маттиас отвергает Филиппа, и тот уходит расстроенный и возвращается в гей-бар, где они изначально встретились. Там Филипп снова встречает старика, которого впервые встретил в баре, и слышит от него историю о том, как он был вынужден расстаться со своим возлюбленным. Старик завершает свой рассказ словами: «Все одиноки... все напуганы».
Фильм заканчивается сценой в классе, в которой директор школы, по-видимому, узнавший о нетрадиционной ориентации Филиппа, приходит, чтобы провести наблюдение за классом. Директор школы кричит: «Товарищ Кларманн!», на что Филипп просто отвечает: «Да!», тем самым выражая свое согласие со своей сексуальной ориентацией.

## Производство
В начальной сцене машина скорой помощи проезжает по известным районам и округам, таким как Пренцлауэр-Берг, Берлин-Митте ( Александр-Плац ) и Фридрихсхайн, в ночь, которая, судя по фейерверку на заднем плане, является кануном Нового года. Другие сцены фильма сняты в местах, где чаще всего собирались гомосексуалисты в Восточной Германии, например, у Сказочного фонтана (Märchenbrunnen) в Народном парке Фридрихсхайн и в барах, таких как Schoppenstube в Пренцлауэр-Берге и Zum Burgfrieden, который находился по адресу Wichertstraße 69 и был закрыт в январе 2000 года.  
Сцены, снятые в школе, где преподает Филипп, были сняты в гимназии Карла фон Осецкого, являющейся историческим зданием и школой в Панкове. 
Происходившие в квартире Тани сцены были отсняты в Берлине у Лотара Биски с разрешения его семьи. С 1986 по 1990 год Биски был директором Университета кино и телевидения (Потсдам-Бабельсберг), а позднее, в объединенной Германии, стал политиком левого толка. Двое из его трех сыновей — геи, один из них — берлинский художник Норберт Биски.

## Награды и номинации
Фильм демонстрировался на кинофестивалях по всему миру и завоевал ряд наград, в том числе:
- 1990 40-й Берлинский международный кинофестиваль (Берлинале) — Серебряный медведь за «выдающийся художественный вклад» [2] за «выражение уважения к правам человека, гуманности и терпимости». [1] Премия Тедди — награда за лучшие ЛГБТ-фильмы на Берлинале.
- 1990 Akademie der Künste Berlin ( Академия художеств, Берлин ) — Премия Конрада Вольфа режиссёру Хайнеру Кароу и писателю Вольфраму Витту.
- 1990 Национальный фестиваль художественных фильмов ГДР[нем.] - Лучший режиссер (Хайнер Каров); Лучший молодой актер (Маттиас Фрайхоф).